# Khāneqāh Bar
Khāneqāh Bar är en ort i Iran.   Den ligger i provinsen Gilan, i den nordvästra delen av landet, 270 km nordväst om huvudstaden Teheran. Khāneqāh Bar ligger 36 meter över havet och antalet invånare är 690.
Terrängen runt Khāneqāh Bar är platt åt nordost, men åt sydväst är den kuperad.Runt Khāneqāh Bar är det tätbefolkat, med 493 invånare per kvadratkilometer. Närmaste större samhälle är Māsāl, 2,7 km väster om Khāneqāh Bar. Trakten runt Khāneqāh Bar består till största delen av jordbruksmark.